# 徐錦 (正德進士)
徐錦（1485年—1552年），字章父、章甫，號枫岡，浙江寧波府慈谿縣人，民籍，明朝政治人物。

## 生平
正德二年（1507年）丁卯科浙江鄉試第二十六名舉人。正德十二年（1517年）中式丁丑科會試第三百四十三名，登第三甲第一百五十九名進士。吏部观政，授瓯宁县知县，嘉靖二年（1523年）五月选授南京广东道试监察御史，後改北京雲南道御史，奉命巡按淮扬及广西等处，会建仁寿诸宫，奉勑督理。十三年六月升南京大理寺右寺丞，升南京太常寺少卿，十九年（1540年）六月升任都察院右佥都御史、整饬蓟州等处边备巡抚顺天等府。嘉靖二十年四月，因灾变离职。

## 家族
曾祖徐珏；祖父徐羔；父徐傑，母任氏（旌表節婦）。慈侍下。兄鐸、鎬。弟銘。